# زانکت ولفگانگ، کاینبرگ
زانکت ولفگانگ (به آلمانی: Sankt Wolfgang-Kienberg) یک منطقهٔ مسکونی در اتریش است که در مورتال واقع شده‌است. زانکت ولفگانگ ۲۰٫۳۹ کیلومتر مربع مساحت دارد ۱٬۲۷۷ متر بالاتر از سطح دریا واقع شده‌است.